# Noomi Rapace
Hilda Noomi Rapace (született Norén) (Hudiksvall, 1979. december 28. –) svéd színésznő.

## Életpályája
Järnában (Södertälje község) és Izlandon nőtt fel anyjával, Nina Norénnel, s izlandi mostohaapjával, Hrafnkell Karlssonnal. Az izlandi a második anyanyelve. Később a család Blentarpba (Skåne megye) költözött. Biológiai apja Rogelio de Badajoz Duran (1953-2006), egy cigány flamenco énekes Badajozból, aki Svédországban telepedett le. Noomi saját elmondása szerint 15 éves koráig nem ismerte az apját, és utána is csak szórványosan találkozott vele.
Hétéves korában kapott egy statiszta szerepet Hrafn Gunnlaugsson filmjében, a Korpens skugga-ban (A holló árnyéka), és akkor döntött úgy, hogy színész lesz. Gimnáziumba a Södra Latin színjátszási osztályába járt, majd a Skara Skolscen-en (Skarai Iskolaszínpad) folytatta tanulmányait 1998-1999 között.
A diploma megszerzése után a következő színházaknál tevékenykedett, Theater Plaza 2000-ben, Orion Színház 2001-ben, Teater Galeasen 2002-ben, Stockholmi Városi Színház 2003-ban, valamint a Királyi Drámai Színház (Dramaten). A televízióban először 1996-ban volt látható a Tre kronor tv-sorozatban, amelyben ő játszotta Lucinda Gonzales szerepét. Jelenleg saját filmgyártó cége van, a Mimi Mec AB.
2009-ben, a Män som hatar kvinnor (A tetovált lány) című filmben ő játszotta Lisbeth Salander szerepét. Ugyancsak ő játssza a főszerepet a trilógia másik két filmjében, a Flickan som lekte med elden (A lány, aki a tűzzel játszik) és a Luftslottet som sprängdes (A kártyavár összedől) című filmekben.
2010-ben elnyerte a Guldbaggen-t mint a legjobb női mellékszereplő a Män som hatar kvinnor filmben. Ugyanebben az évben elnyeri a Dagens Nyheter Kultúradíjat is. 2011-ben ismét Guldbaggen díjra jelölték, mint legjobb színésznő, Leena alakításáért a Svinalängorna (Beyond) filmben.
Nemzetközi hírneve 2011-ben erősödik, amikor Hollywoodban szerepet kap a Sherlock Holmes: A Game of Shadows (Árnyjáték) című filmben Robert Downey Jr. és Jude Law mellett. 2012-ben Ridley Scott Alien sorozatának ötödik filmjében, a Prometheus-ban olyan ismert színészekkel játszik együtt, mint Michael Fassbender, Charlize Theron, Idris Elba és Guy Pearce.

### Magánélete
2001-2011 között Ola Rapace (sz. Norell) felesége volt, és van egy közös fiuk, Lev. A vezetéknevüket közös kezdeményezésre a francia és olasz rapace szóból vették, ami ragadozómadár-t jelent. Noomi és Ola a nevüket franciásan ejtik, /ra'pas/. Noomi 2010 óta részben Londonban él.

## Filmográfia

### Film

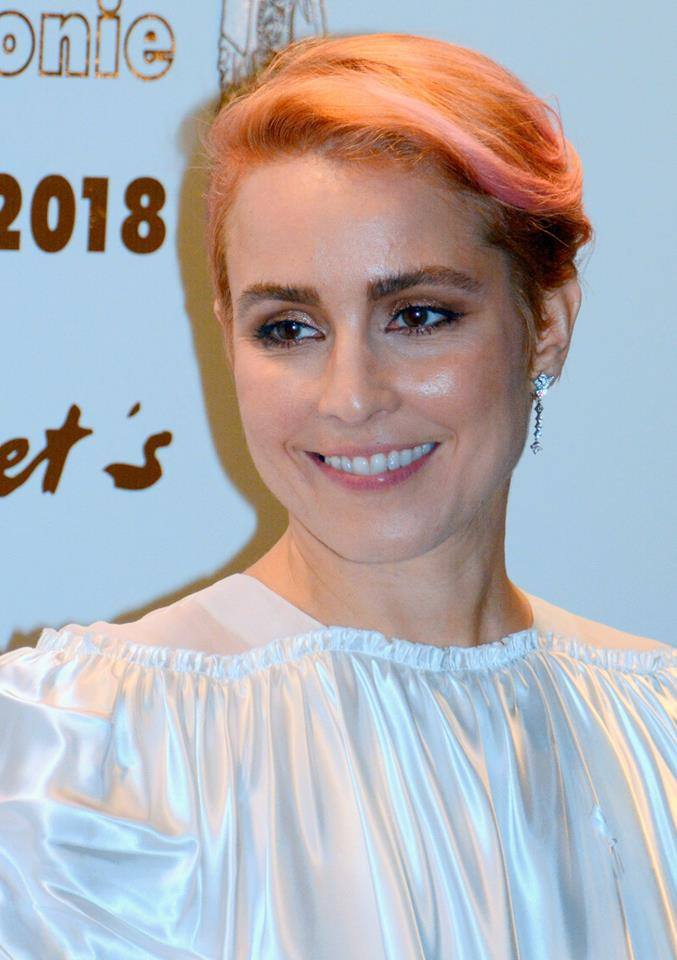
2018-ban

| Év   | Magyar cím                     | Eredeti cím                           | Szerep             | Magyar hang         | Rendező                |
| ---- | ------------------------------ | ------------------------------------- | ------------------ | ------------------- | ---------------------- |
| 1988 |                                | Korpens skugga                        | statiszta          |                     | Hrafn Gunnlaugsson     |
| 1997 |                                | Sanning eller konsekvens              | Nadja              |                     | Christina Olofson      |
| 2001 |                                | Röd jul                               | kocsma vendége     |                     | Linus Tunström         |
| 2003 |                                | En utflykt till månens baksida        | Andrea             |                     | Stefan Ronge           |
| 2003 |                                | Capricciosa                           | Elvira             |                     | Reza Bagher            |
| 2005 |                                | Enhälligt beslut                      | anya               |                     | Ann Holmgren           |
| 2005 |                                | Blodsbröder                           | Veronica           |                     | Daniel Fridell         |
| 2006 |                                | Sökarna: Återkomsten                  | behajtó            |                     | Thorsten Flick         |
| 2006 |                                | Du & jag                              | Maja               |                     | Martin Jern            |
| 2006 | Emil Larsson                   | Du & jag                              | Maja               |                     |                        |
| 2007 |                                | Daisy Diamond                         | Anna               |                     | Simon Staho            |
| 2009 | A tetovált lány                | The Girl with the Dragon Tattoo       | Lisbeth Salander   | Bogdányi Titanilla  | Niels Arden Oplev (1.) |
| 2009 | A lány, aki a tűzzel játszik   | The Girl Who Played with Fire         | Lisbeth Salander   | Bogdányi Titanilla  | Daniel Alfredson (1.)  |
| 2009 | A kártyavár összedől           | The Girl Who Kicked the Hornets' Nest | Lisbeth Salander   | Bogdányi Titanilla  | Daniel Alfredsson (2.) |
| 2010 | Peremvidéken                   | Svinalängorna                         | Leena              | Söptei Andrea       | Pernilla August        |
| 2011 |                                | The Monitor / Babycall                | Anna               |                     | Pål Sletaune           |
| 2011 | Sherlock Holmes 2. – Árnyjáték | Sherlock Holmes: A Game of Shadows    | Madame Simza Heron | Bogdányi Titanilla  | Guy Ritchie            |
| 2012 | Prometheus                     | Prometheus                            | Elizabeth Shaw     | Bogdányi Titanilla  | Ridley Scott (1.)      |
| 2013 | Gyilkos vágyak                 | Passion                               | Isabelle James     | Németh Borbála      | Brian De Palma         |
| 2013 | Bosszútól fűtve                | Dead Man Down                         | Beatrice Louzon    | Majsai-Nyilas Tünde | Niels Arden Oplev (2.) |
| 2014 | Piszkos pénz                   | The Drop                              | Nadia Dunn         | Németh Borbála      | Michaël R. Roskam      |
| 2015 | A 44. gyermek                  | Child 44                              | Raisa Demidov      | Balsai Mónika       | Daniel Espinosa        |
| 2016 |                                | Rupture                               | Renee              |                     | Steven Shainberg       |
| 2017 | Élesítve                       | Unlocked                              | Alice Racine       | Bogdányi Titanilla  | Michael Apted          |
| 2017 | Alien: Covenant                | Alien: Covenant                       | Dr. Elizabeth Shaw | nem szólal meg      | Ridley Scott (2.)      |
| 2017 | Bright                         | Bright                                | Leilah             |                     | David Ayer             |
| 2017 | Hét nővér                      | What Happened to Monday               | több szerep        | Bogdányi Titanilla  | Tommy Wirkola (1.)     |
| 2018 | Stockholm                      | Stockholm                             | Bianca Lind        | Bogdányi Titanilla  | Robert Budreau         |
| 2019 | Személyi védelem               | Close                                 | Sam Carlson        |                     | Vicky Jewson           |
| 2019 | Az igazság nyomában            | Angel of Mine                         | Lizzie             | Bogdányi Titanilla  | Kim Farrant            |
| 2020 | Titkok fogságában              | The Secrets We Keep                   | Maja Reid          | Németh Borbála      | Yuval Adler            |
| 2021 | Az utazás                      | I onde dager                          | Lisa               | Solecki Janka       | Tommy Wirkola (2.)     |
| 2021 | Bárány                         | Lamb                                  | María              |                     | Valdimar Jóhannsson    |
| 2022 | Nem leszel egyedül             | You Won't Be Alone                    | Bosilka            |                     | Goran Stolevski        |
| 2022 | A Fekete Rák hadművelet        | Black Crab                            | Caroline Edh       | Nemes Takách Kata   | Adam Berg              |
| 2023 | Bérgyilkosok klubja            | Assassin Club                         | Falk               | Pikali Gerda        | Camille Delamarre      |

### Televízió
- 1997 – Tre kronor - Lucinda Gonzales
- 2001 – Pusselbitar - Marika Nilsson
- 2002 – Stora teatern - Fatima
- 2003 – Tusenbröder - házi gondozó
- 2004 – Älskar, älskar och älskar - Nelly
- 2005 – Lovisa och Carl Michael - Anna Rella
- 2007 – Labyrint - Nicky

### Videóklipek
- Doom and Gloom (The Rolling Stones)
- eez-eh (Kasabian)

## Díjai
- 2008 - Bodil díj
- 2008 - Robert díj
- 2010 - Arany Nimfa díj (tv-sorozat)
- 2010 - Arany Nimfa díj
- 2010 - Guldbagge díj
- 2010 - New York Film Critics Online díj
- 2010 - Satellite díj
- 2010 - São Paulo Nemzetközi Film Fesztivál díja
- 2010 - Hollywood Film Fesztivál díj
- 2011 - Empire díj
- 2011 - Római Film Fesztivál (Marc'Aurelio ezüst díj)
- 2012 - Amanda díj

## Fordítás
- Ez a szócikk részben vagy egészben  a   Noomi Rapace című svéd Wikipédia-szócikk fordításán alapul.  Az eredeti cikk szerkesztőit annak laptörténete sorolja fel. Ez a jelzés csupán a megfogalmazás eredetét és a szerzői jogokat jelzi, nem szolgál a cikkben szereplő információk forrásmegjelöléseként.
- Ez a szócikk részben vagy egészben  a   Noomi Rapace című angol Wikipédia-szócikk fordításán alapul.  Az eredeti cikk szerkesztőit annak laptörténete sorolja fel. Ez a jelzés csupán a megfogalmazás eredetét és a szerzői jogokat jelzi, nem szolgál a cikkben szereplő információk forrásmegjelöléseként.